# Ernst Källberg
Ernst Erik Källberg, född 1 december 1913, i Katarina församling, Stockholm, död 20 maj 1999 i Österåker-Östra Ryds församling, Stockholms län
, var en svensk violinist, dirigent och pedagog. 
Källberg var utbildad vid Musikkonservatoriet i Stockholm för Charles Barkel. Han verkade i Kungliga Hovkapellet som violinist 1936-1962. Han var fast anställd från 1942, och var konsertmästare 1948-1961 samt violinlärare och dirigent vid Eskilstuna Musikskola 1962-1979. Han bildade 1963 Eskilstuna Kammarorkester vars dirigent han blev fram till 1980. Ernst Källbergs violinspel finns dokumenterat på en CD-antologi över svenska violinister på 1900-talet med Kreutzers Etyd nr.39. Hans spel präglades av en intensiv ton och ett espressivt utspel med fritt agogiskt rubato.